# NXT Breakout Tournament
El NXT Breakout Tournament es un torneo de eliminación simple de lucha libre profesional producido por WWE para la marca NXT. Presentado por primera vez en 2019, el torneo presenta a ocho luchadores, que son miembros del WWE Performance Center que hacen su debut televisivo en NXT o recién llegados a NXT. El ganador recibe un contrato por un combate  titular de su elección (en NXT) que puede canjear en cualquier momento.

## Ganadores, fechas y sedes de las finales.
| Año  | Evento          | Fecha                 | Ciudad                   | Sede                   | Ganador(a)    |
| ---- | --------------- | --------------------- | ------------------------ | ---------------------- | ------------- |
| 2019 | NXT             | 10 de agosto de 2019  | Toronto, Ontario, Canadá | Scotiabank Arena       | Jordan Myles  |
| 2021 | NXT             | 23 de agosto de 2020  | Orlando, Florida         | WWE Performance Center | Carmelo Hayes |
| 2022 | NXT             | 7 de junio de 2022    | Orlando, Florida         | WWE Performance Center | Roxanne Perez |
| 2023 | Halloween Havoc | 31 de octubre de 2023 | Orlando, Florida         | WWE Performance Center | Lola Vice     |
| 2024 | New Year's Evil | 2 de enero de 2024    | Orlando, Florida         | WWE Performance Center | Oba Femi      |

### combate titular para el ganador
– Victoria titular
     – Combate titular perdido
| # | Ganador(a)    | Evento            | Fecha                 | Combate Titular |
| - | ------------- | ----------------- | --------------------- | --- |
| 1 | Jordan Myles  | NXT               | 15 de agosto de 2019  | Myles perdió ante Adam Cole por el Campeonato de NXT. |
| 2 | Carmelo Hayes | NXT               | 12 de octubre de 2021 | Hayes derrotó a Isaiah "Swerve" Scott ganando el Campeonato Norteamericano de NXT al canjearlo por el título a Scott después de que Scott retuviera el título contra Santos Escobar. |
| 3 | Roxanne Perez | NXT               | 22 de julio de 2022   | Perez ante Mandy Rose por el Campeonato Femenino de NXT. |
| 4 | Lola Vice     | NXT Vengeance Day | 4 de febrero de 2024  | Vice canjeó ante la campeona Lyra Valkyria durante su combate contra Roxanne Perez por el Campeonato Femenino de NXT convirtiéndolo en una Triple Amenaza por dicho título.          |
| 5 | Oba Femi      | NXT               | 9 de enero de 2024    | Femi derrotó a Dragon Lee ganando el Campeonato Norteamericano de NXT al canjearlo por el título a Lee después de que Lee retuviera el título contra Lexis King                      |

## Historial del Torneo

### 2021
La segunda edición de NXT Breakout Tournament cuenta con ocho luchadores provinientes de 205 Live y del territorio de desarrollo de WWE donde el ganador recibirá una oportunidad titular a cualquier campeonato de la marca NXT que lo desee.
El torneo se desarrolló de la siguiente forma:
|  | Primera Ronda                                       | Primera Ronda                                       | Primera Ronda                                       |               |               | Semifinales                      | Semifinales                      | Semifinales                      |  |               | Final                       | Final                       | Final                       |  |
|  | NXT emitido el 14, 21, 29 de julio y el 4 de agosto | NXT emitido el 14, 21, 29 de julio y el 4 de agosto | NXT emitido el 14, 21, 29 de julio y el 4 de agosto |               |               | NXT emitido el 11 y 17 de agosto | NXT emitido el 11 y 17 de agosto | NXT emitido el 11 y 17 de agosto |  |               | NXT emitido el 24 de agosto | NXT emitido el 24 de agosto | NXT emitido el 24 de agosto |  |
|  |                                                     |                                                     |                                                     |               |               |                                  |                                  |                                  |  |               |                             |                             |                             |  |
|  |                                                     |                                                     |                                                     |               |               |                                  |                                  |                                  |  |               |                             |                             |                             |  |
|  | Duke Hudson                                         | Duke Hudson                                         | Pin                                                 |               |               |                                  |                                  |                                  |  |               |                             |                             |                             |  |
|  | Duke Hudson                                         | Duke Hudson                                         | Pin                                                 |               |               |                                  |                                  |                                  |  |               |                             |                             |                             |  |
|  | Ikemen Jiro                                         | Ikemen Jiro                                         | 4:51                                                |               |               |                                  |                                  |                                  |  |               |                             |                             |                             |  |
|  | Ikemen Jiro                                         | Ikemen Jiro                                         | 4:51                                                |               | Duke Hudson   | Duke Hudson                      | 5:39                             |                                  |  |               |                             |                             |                             |  |
|  |                                                     |                                                     |                                                     |               | Duke Hudson   | Duke Hudson                      | 5:39                             |                                  |  |               |                             |                             |                             |  |
|  |                                                     |                                                     | Carmelo Hayes                                       | Carmelo Hayes | Pin           |                                  |                                  |                                  |  |               |                             |                             |                             |  |
|  | Carmelo Hayes                                       | Carmelo Hayes                                       | Carmelo Hayes                                       | Carmelo Hayes | Pin           | Pin                              |                                  |                                  |  |               |                             |                             |                             |  |
|  | Carmelo Hayes                                       | Carmelo Hayes                                       |                                                     |               |               |                                  |                                  |                                  |  |               |                             |                             |                             |  |
|  | Josh Briggs                                         | Josh Briggs                                         | 10:52                                               |               |               |                                  |                                  |                                  |  |               |                             |                             |                             |  |
|  | Josh Briggs                                         | Josh Briggs                                         | 10:52                                               |               |               |                                  |                                  |                                  |  | Carmelo Hayes | Carmelo Hayes               | Pin                         |                             |  |
|  |                                                     |                                                     |                                                     |               |               |                                  |                                  |                                  |  | Carmelo Hayes | Carmelo Hayes               | Pin                         |                             |  |
|  |                                                     |                                                     | Odyssey Jones                                       | Odyssey Jones | 6:50          |                                  |                                  |                                  |  |               |                             |                             |                             |  |
|  | Odyssey Jones                                       | Odyssey Jones                                       | Odyssey Jones                                       | Odyssey Jones | 6:50          | Pin                              |                                  |                                  |  |               |                             |                             |                             |  |
|  | Odyssey Jones                                       | Odyssey Jones                                       |                                                     |               |               |                                  |                                  |                                  |  |               |                             |                             |                             |  |
|  | Andre Chase                                         | Andre Chase                                         | 3:20                                                |               |               |                                  |                                  |                                  |  |               |                             |                             |                             |  |
|  | Andre Chase                                         | Andre Chase                                         | 3:20                                                |               | Odyssey Jones | Odyssey Jones                    | Pin                              |                                  |  |               |                             |                             |                             |  |
|  |                                                     |                                                     |                                                     |               | Odyssey Jones | Odyssey Jones                    | Pin                              |                                  |  |               |                             |                             |                             |  |
|  |                                                     |                                                     | Trey Baxter                                         | Trey Baxter   | 2:54          |                                  |                                  |                                  |  |               |                             |                             |                             |  |
|  | Trey Baxter                                         | Trey Baxter                                         | Trey Baxter                                         | Trey Baxter   | 2:54          | Pin                              |                                  |                                  |  |               |                             |                             |                             |  |
|  | Trey Baxter                                         | Trey Baxter                                         |                                                     |               |               |                                  |                                  |                                  |  |               |                             |                             |                             |  |
|  | Joe Gacy                                            | Joe Gacy                                            | 5:10                                                |               |               |                                  |                                  |                                  |  |               |                             |                             |                             |  |
|  | Joe Gacy                                            | Joe Gacy                                            | 5:10                                                |               |               |                                  |                                  |                                  |  |               |                             |                             |                             |  |
|  |                                                     |                                                     |                                                     |               |               |                                  |                                  |                                  |  |               |                             |                             |                             |  |

1. ↑  Chase derrotó a Guru Raaj para clasificar al Breakout Tournament en el 205 Live emitido el 2 de julio
2. ↑  Gacy derrotó a Desmond Troy para clasificar a este Torneo en el 205 Live emitido el 2 de julio

### 2022
La primera edición de NXT Women's BreakOut Tournament cuenta con 8 luchadoras provenientes del territorio de desarrollo de WWE donde la ganadora recibirá una oportunidad titular a cualquier campeonato de la marca NXT que lo desee.
El torneo se desarrolló de la siguiente forma:
|  | Primera Ronda                  | Primera Ronda                  | Primera Ronda                  |               |                  | Semifinales               | Semifinales               | Semifinales               |  |                  | Final              | Final              | Final              |  |
|  | NXT emitido el 10 y 17 de mayo | NXT emitido el 10 y 17 de mayo | NXT emitido el 10 y 17 de mayo |               |                  | NXT emitido el 24 de mayo | NXT emitido el 24 de mayo | NXT emitido el 24 de mayo |  |                  | NXT del 7 de junio | NXT del 7 de junio | NXT del 7 de junio |  |
|  |                                |                                |                                |               |                  |                           |                           |                           |  |                  |                    |                    |                    |  |
|  |                                |                                |                                |               |                  |                           |                           |                           |  |                  |                    |                    |                    |  |
|  | Nikkita Lyons                  | Nikkita Lyons                  | Pin                            |               |                  |                           |                           |                           |  |                  |                    |                    |                    |  |
|  | Nikkita Lyons                  | Nikkita Lyons                  | Pin                            |               |                  |                           |                           |                           |  |                  |                    |                    |                    |  |
|  | Arianna Grace                  | Arianna Grace                  | 3:09                           |               |                  |                           |                           |                           |  |                  |                    |                    |                    |  |
|  | Arianna Grace                  | Arianna Grace                  | 3:09                           |               | Tiffany Stratton | Tiffany Stratton          | Pin                       |                           |  |                  |                    |                    |                    |  |
|  |                                |                                |                                |               | Tiffany Stratton | Tiffany Stratton          | Pin                       |                           |  |                  |                    |                    |                    |  |
|  |                                |                                | Fallon Henley                  | Fallon Henley | 5:02             |                           |                           |                           |  |                  |                    |                    |                    |  |
|  | Fallon Henley                  | Fallon Henley                  | Fallon Henley                  | Fallon Henley | 5:02             | Pin                       |                           |                           |  |                  |                    |                    |                    |  |
|  | Fallon Henley                  | Fallon Henley                  |                                |               |                  |                           |                           |                           |  |                  |                    |                    |                    |  |
|  | Sloane Jacobs                  | Sloane Jacobs                  | 4:28                           |               |                  |                           |                           |                           |  |                  |                    |                    |                    |  |
|  | Sloane Jacobs                  | Sloane Jacobs                  | 4:28                           |               |                  |                           |                           |                           |  | Tiffany Stratton | Tiffany Stratton   | 8:48               |                    |  |
|  |                                |                                |                                |               |                  |                           |                           |                           |  | Tiffany Stratton | Tiffany Stratton   | 8:48               |                    |  |
|  |                                |                                | Roxanne Pérez                  | Roxanne Pérez | Pin              |                           |                           |                           |  |                  |                    |                    |                    |  |
|  | Roxanne Pérez                  | Roxanne Pérez                  | Roxanne Pérez                  | Roxanne Pérez | Pin              | Pin                       |                           |                           |  |                  |                    |                    |                    |  |
|  | Roxanne Pérez                  | Roxanne Pérez                  |                                |               |                  |                           |                           |                           |  |                  |                    |                    |                    |  |
|  | Kiana James                    | Kiana James                    | 5:15                           |               |                  |                           |                           |                           |  |                  |                    |                    |                    |  |
|  | Kiana James                    | Kiana James                    | 5:15                           |               | Roxanne Pérez    | Roxanne Pérez             | Pin                       |                           |  |                  |                    |                    |                    |  |
|  |                                |                                |                                |               | Roxanne Pérez    | Roxanne Pérez             | Pin                       |                           |  |                  |                    |                    |                    |  |
|  |                                |                                | Lash Legend                    | Lash Legend   | 3:19             |                           |                           |                           |  |                  |                    |                    |                    |  |
|  | Lash Legend                    | Lash Legend                    | Lash Legend                    | Lash Legend   | 3:19             | Pin                       |                           |                           |  |                  |                    |                    |                    |  |
|  | Lash Legend                    | Lash Legend                    |                                |               |                  |                           |                           |                           |  |                  |                    |                    |                    |  |
|  | Tatum Paxley                   | Tatum Paxley                   | 3:50                           |               |                  |                           |                           |                           |  |                  |                    |                    |                    |  |
|  | Tatum Paxley                   | Tatum Paxley                   | 3:50                           |               |                  |                           |                           |                           |  |                  |                    |                    |                    |  |
|  |                                |                                |                                |               |                  |                           |                           |                           |  |                  |                    |                    |                    |  |

1. ↑  Originalmente Nikkita Lyons formaba parte de la Semifinal, pero fue sustituida por Stratton a última hora debido a una lesión en la rodilla.

### 2023
La cuarta edición del Breakout Tournament se llevó a cabo en 2023, comenzando en el episodio del 3 de octubre de NXT. Las semifinales del torneo se llevaron a cabo en la noche uno de Halloween Havoc el 24 de octubre y la final se llevó a cabo en la noche dos de Halloween Havoc el 31 de octubre. Lola Vice derrotó a Kelani Jordan en la Final. para ganar el torneo de 2023.
El torneo se desarrolló de la siguiente forma:
|  | Primera Ronda               | Primera Ronda               | Primera Ronda               |               |                 | Semifinales                                   | Semifinales                                   | Semifinales                                   |  |               | Final                                         | Final                                         | Final                                         |  |
|  | NXT (3, 10 y 17 de octubre) | NXT (3, 10 y 17 de octubre) | NXT (3, 10 y 17 de octubre) |               |                 | NXT Halloween Havoc - Noche 1 (24 de octubre) | NXT Halloween Havoc - Noche 1 (24 de octubre) | NXT Halloween Havoc - Noche 1 (24 de octubre) |  |               | NXT Halloween Havoc - Noche 2 (31 de octubre) | NXT Halloween Havoc - Noche 2 (31 de octubre) | NXT Halloween Havoc - Noche 2 (31 de octubre) |  |
|  |                             |                             |                             |               |                 |                                               |                                               |                                               |  |               |                                               |                                               |                                               |  |
|  |                             |                             |                             |               |                 |                                               |                                               |                                               |  |               |                                               |                                               |                                               |  |
|  | Kelani Jordan               | Kelani Jordan               | Pin                         |               |                 |                                               |                                               |                                               |  |               |                                               |                                               |                                               |  |
|  | Kelani Jordan               | Kelani Jordan               | Pin                         |               |                 |                                               |                                               |                                               |  |               |                                               |                                               |                                               |  |
|  | Izzi Dame                   | Izzi Dame                   | 4:52                        |               |                 |                                               |                                               |                                               |  |               |                                               |                                               |                                               |  |
|  | Izzi Dame                   | Izzi Dame                   | 4:52                        |               | Kelani Jordan   | Kelani Jordan                                 | Pin                                           |                                               |  |               |                                               |                                               |                                               |  |
|  |                             |                             |                             |               | Kelani Jordan   | Kelani Jordan                                 | Pin                                           |                                               |  |               |                                               |                                               |                                               |  |
|  |                             |                             | Arianna Grace               | Arianna Grace | 7:35            |                                               |                                               |                                               |  |               |                                               |                                               |                                               |  |
|  | Arianna Grace               | Arianna Grace               | Arianna Grace               | Arianna Grace | 7:35            | Pin                                           |                                               |                                               |  |               |                                               |                                               |                                               |  |
|  | Arianna Grace               | Arianna Grace               |                             |               |                 |                                               |                                               |                                               |  |               |                                               |                                               |                                               |  |
|  | Brinley Reece               | Brinley Reece               | 2:56                        |               |                 |                                               |                                               |                                               |  |               |                                               |                                               |                                               |  |
|  | Brinley Reece               | Brinley Reece               | 2:56                        |               |                 |                                               |                                               |                                               |  | Kelani Jordan | Kelani Jordan                                 | 6:56                                          |                                               |  |
|  |                             |                             |                             |               |                 |                                               |                                               |                                               |  | Kelani Jordan | Kelani Jordan                                 | 6:56                                          |                                               |  |
|  |                             |                             | Lola Vice                   | Lola Vice     | Pin             |                                               |                                               |                                               |  |               |                                               |                                               |                                               |  |
|  | Karmen Petrovic             | Karmen Petrovic             | Lola Vice                   | Lola Vice     | Pin             | Sub                                           |                                               |                                               |  |               |                                               |                                               |                                               |  |
|  | Karmen Petrovic             | Karmen Petrovic             |                             |               |                 |                                               |                                               |                                               |  |               |                                               |                                               |                                               |  |
|  | Jaida Parker                | Jaida Parker                | 3:38                        |               |                 |                                               |                                               |                                               |  |               |                                               |                                               |                                               |  |
|  | Jaida Parker                | Jaida Parker                | 3:38                        |               | Karmen Petrovic | Karmen Petrovic                               | 3:36                                          |                                               |  |               |                                               |                                               |                                               |  |
|  |                             |                             |                             |               | Karmen Petrovic | Karmen Petrovic                               | 3:36                                          |                                               |  |               |                                               |                                               |                                               |  |
|  |                             |                             | Lola Vice                   | Lola Vice     | Pin             |                                               |                                               |                                               |  |               |                                               |                                               |                                               |  |
|  | Dani Palmer                 | Dani Palmer                 | Lola Vice                   | Lola Vice     | Pin             | 3:59                                          |                                               |                                               |  |               |                                               |                                               |                                               |  |
|  | Dani Palmer                 | Dani Palmer                 |                             |               |                 |                                               |                                               |                                               |  |               |                                               |                                               |                                               |  |
|  | Lola Vice                   | Lola Vice                   | Pin                         |               |                 |                                               |                                               |                                               |  |               |                                               |                                               |                                               |  |
|  | Lola Vice                   | Lola Vice                   | Pin                         |               |                 |                                               |                                               |                                               |  |               |                                               |                                               |                                               |  |
|  |                             |                             |                             |               |                 |                                               |                                               |                                               |  |               |                                               |                                               |                                               |  |

1. ↑  Originalmente Jakara Jackson iba a participar en el torneo, sin embargo fue reemplazada por Reece debido a que no tuvo el alta médica para competir.[6]

### NXT Men's Breakout Tournament (2023)
|  | Primera Ronda              | Primera Ronda              | Primera Ronda              |                |               | Semifinales           | Semifinales           | Semifinales           |  |          | Final                                     | Final                                     | Final                                     |  |
|  | NXT (12 y 19 de diciembre) | NXT (12 y 19 de diciembre) | NXT (12 y 19 de diciembre) |                |               | NXT (26 de diciembre) | NXT (26 de diciembre) | NXT (26 de diciembre) |  |          | NXT: New Year's Evil (2 de enero de 2024) | NXT: New Year's Evil (2 de enero de 2024) | NXT: New Year's Evil (2 de enero de 2024) |  |
|  |                            |                            |                            |                |               |                       |                       |                       |  |          |                                           |                                           |                                           |  |
|  |                            |                            |                            |                |               |                       |                       |                       |  |          |                                           |                                           |                                           |  |
|  | Oba Femi                   | Oba Femi                   | Pin                        |                |               |                       |                       |                       |  |          |                                           |                                           |                                           |  |
|  | Oba Femi                   | Oba Femi                   | Pin                        |                |               |                       |                       |                       |  |          |                                           |                                           |                                           |  |
|  | Myles Borne                | Myles Borne                | 3:35                       |                |               |                       |                       |                       |  |          |                                           |                                           |                                           |  |
|  | Myles Borne                | Myles Borne                | 3:35                       |                | Oba Femi      | Oba Femi              | Pin                   |                       |  |          |                                           |                                           |                                           |  |
|  |                            |                            |                            |                | Oba Femi      | Oba Femi              | Pin                   |                       |  |          |                                           |                                           |                                           |  |
|  |                            |                            | Tavion Heights             | Tavion Heights | 4:10          |                       |                       |                       |  |          |                                           |                                           |                                           |  |
|  | Tavion Heights             | Tavion Heights             | Tavion Heights             | Tavion Heights | 4:10          | Pin                   |                       |                       |  |          |                                           |                                           |                                           |  |
|  | Tavion Heights             | Tavion Heights             |                            |                |               |                       |                       |                       |  |          |                                           |                                           |                                           |  |
|  | Luca Crusifino             | Luca Crusifino             | 3:25                       |                |               |                       |                       |                       |  |          |                                           |                                           |                                           |  |
|  | Luca Crusifino             | Luca Crusifino             | 3:25                       |                |               |                       |                       |                       |  | Oba Femi | Oba Femi                                  | Pin                                       |                                           |  |
|  |                            |                            |                            |                |               |                       |                       |                       |  | Oba Femi | Oba Femi                                  | Pin                                       |                                           |  |
|  |                            |                            | Riley Osborne              | Riley Osborne  | 9:45          |                       |                       |                       |  |          |                                           |                                           |                                           |  |
|  | Riley Osborne              | Riley Osborne              | Riley Osborne              | Riley Osborne  | 9:45          | Pin                   |                       |                       |  |          |                                           |                                           |                                           |  |
|  | Riley Osborne              | Riley Osborne              |                            |                |               |                       |                       |                       |  |          |                                           |                                           |                                           |  |
|  | Keanu Carver               | Keanu Carver               | 3:28                       |                |               |                       |                       |                       |  |          |                                           |                                           |                                           |  |
|  | Keanu Carver               | Keanu Carver               | 3:28                       |                | Riley Osborne | Riley Osborne         | Pin                   |                       |  |          |                                           |                                           |                                           |  |
|  |                            |                            |                            |                | Riley Osborne | Riley Osborne         | Pin                   |                       |  |          |                                           |                                           |                                           |  |
|  |                            |                            | Lexis King                 | Lexis King     | 3:43          |                       |                       |                       |  |          |                                           |                                           |                                           |  |
|  | Lexis King                 | Lexis King                 | Lexis King                 | Lexis King     | 3:43          | Pin                   |                       |                       |  |          |                                           |                                           |                                           |  |
|  | Lexis King                 | Lexis King                 |                            |                |               |                       |                       |                       |  |          |                                           |                                           |                                           |  |
|  | Dion Lennox                | Dion Lennox                | 2:59                       |                |               |                       |                       |                       |  |          |                                           |                                           |                                           |  |
|  | Dion Lennox                | Dion Lennox                | 2:59                       |                |               |                       |                       |                       |  |          |                                           |                                           |                                           |  |
|  |                            |                            |                            |                |               |                       |                       |                       |  |          |                                           |                                           |                                           |  |

1. ↑  Originalmente Trey Bearhill formaba parte del Torneo, pero fue sustituido debido a que fue atacado con una silla por Lexis King quien lo reemplazó en dicho Torneo.